# 纳塔姆帕奈
纳塔姆帕奈（Nathampannai），是印度泰米尔纳德邦Pudukkottai县的一个城镇。总人口6398（2001年）。

## 人口
该地2001年总人口6398人，其中男性3179人，女性3219人；0—6岁人口757人，其中男375人，女382人；识字率71.93%，其中男性为79.21%，女性为64.74%。